# Loddes
Loddes település Franciaországban, Allier megyében. Lakosainak száma 167 fő (2022. január 1.). Loddes Andelaroche, Barrais-Bussolles, Bert, Le Donjon, Lenax és Montaiguët-en-Forez községekkel határos.

## Népesség
A település népességének változása:
| Lakosok száma | 342  | 217  | 190  | 161  | 162  | 159  | 164  | 167  | 167  | 167  |
|               | 1968 | 1982 | 1990 | 2006 | 2013 | 2015 | 2017 | 2019 | 2020 | 2022 |